# آلفرد پیجت
آلفرد پیجت (انگلیسی: Alfred Paget؛ ۲ ژوئن ۱۸۷۹ – ۹ اکتبر ۱۹۱۹) یک بازیگر سینما اهل بریتانیا بود. وی بین سال‌های ۱۹۰۸ تا ۱۹۱۸ میلادی فعالیت می‌کرد.
از فیلم‌ها یا برنامه‌های تلویزیونی که وی در آن نقش داشته است می‌توان به تعصب، در کالیفرنیای قدیم، نبرد، برای پسرش، وراثت و دو برادر اشاره کرد.